# بادام گنوئی
بادام گنوئی، بادام کوه گنو، ارچن (نام علمی: Amygdalus Wendelboi Freitag)، گونه‌ای بادام است که پراکنش آن منحصر به استان‌های جنوبی و جنوب شرقی ایران است.
این گونه در ایران پراکنش بسیار زیادی دارد و در استان‌های هرمزگان (کوه گنو) و سیستان و بلوچستان (کوه تفتان: سر دریا، انجیرک، کوشه و همچنین در کوه بیرک ایرندگان) می‌روید.
درختچه‌ای است به ارتفاع تا ۴ متر، تنه آن به رنگ قهوه‌ای-زیتونی درخشان و بدون خار است. شاخه‌های کوتاه در بخش فوقانی به صورت انبوه قرار دارند. شاخه‌های کوچک و جوان بدون کرک، با پوست ابتدا سبز و سرانجام خاکستری-قهوه‌ای با زاویه گسترده قرار دارند. پهنک برگ آن بیضوی یا واژتخم‌مرغی به طول ۳۰ تا ۴۰ میلی‌متر و به عرض ۱۵ تا ۲۰ میلی‌متر با راس نوک‌دار، قاعده گوه‌ای و دو سطح بدون کرک، با لبه تقریباً کنگره‌ای است. گل‌ها قطری بین ۲۰ تا ۲۶ میلی‌متر دارند و به رنگ سفید یا قرمز هستند. میوه شفت بیضوی به طول ۱۰-۱۹ و عرض ۱۱-۱۳ می‌گیرد که دارای کرک مخملی است.